# Derek Muller

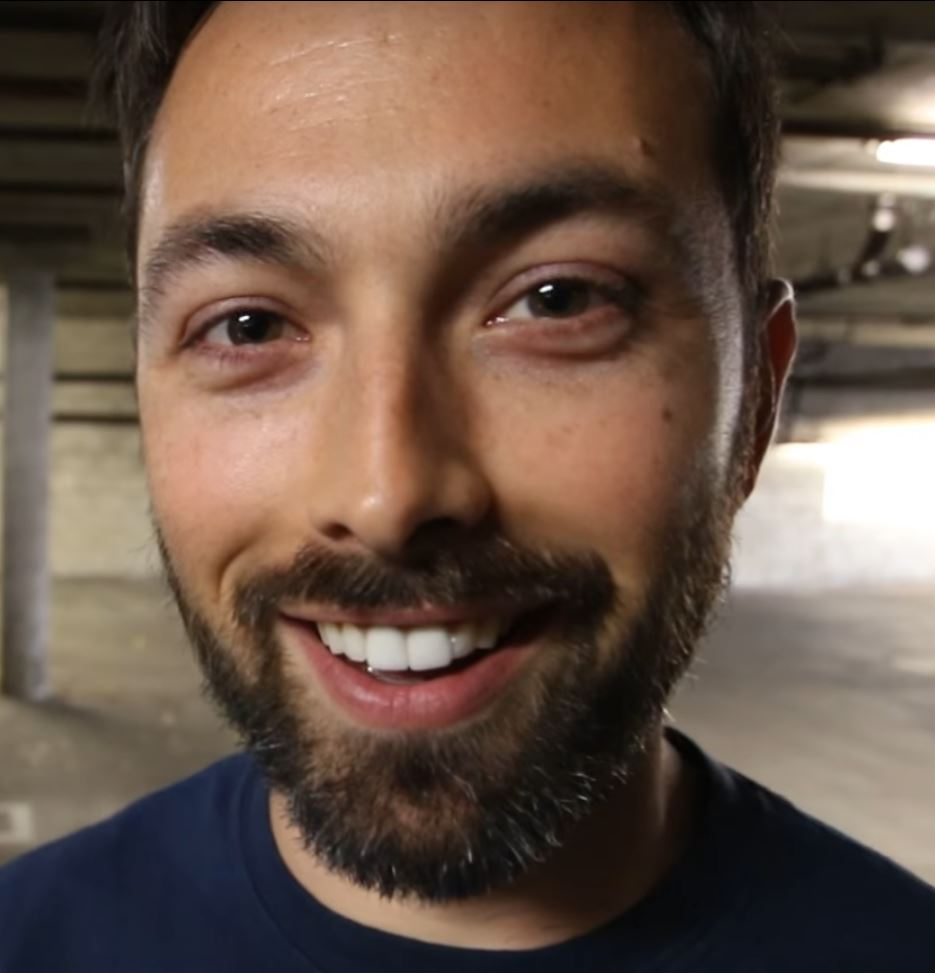
Derek Muller (2016)

Derek Alexander Muller (geboren am 9. November 1982 in Traralgon, Victoria) ist ein australisch-kanadischer Wissenschaftsfilmemacher, der vor allem für seinen YouTube-Kanal Veritasium bekannt ist, welcher sich auf die Wissenschaftskommunikation spezialisiert hat. Er veröffentlichte mehrere Dokumentationen, die Preise gewonnen haben. Er trat auch als Korrespondent in der Netflix-Serie Bill Nye rettet die Welt auf.

## Werdegang
Muller wurde in Australien als Sohn südafrikanischer Eltern geboren; 1984 zog die Familie nach Kanada. Er erhielt 2004 einen Bachelor of Science in Technischer Physik von der Queen’s University und 2008 einen Ph.D. in Physik-Bildungsforschung von der University of Sydney.
Muller war ein Teammitglied der australischen Wissenschaftssendung Catalyst  des Senders ABC.
Im Jahre 2011 startete er seinen YouTube-Kanal Veritasium (ein Kofferwort aus dem lateinischen Wort für Wahrheit veritas und der lateinischen Endung „-ium“, die viele Elemente des Periodensystems tragen). Auf seinem YouTube-Kanal veröffentlicht er (populär)-wissenschaftliche Videos zu mathematischen und naturwissenschaftlichen Themen. Häufig produziert er die Videos mit Hilfe von Experten wie Professoren. Unter den Videos befinden sich Themen wie die Suche nach dunkler Materie, den Gödelschen Unvollständigkeitssatz, die Geschichte der komplexen Zahlen, die Elektrizität, die Quantenverschränkung, die Collatz-Vermutung, die Relativitätstheorie, die nicht-periodische Parkettierung.
Im Jahr 2015 drehte er eine dreiteilige Dokumentation über das chemische Element Uran, welche unter dem Namen Uranium – Twisting the Dragon's Tail erschien und im internationalen Fernsehen ausgestrahlt wurde, darunter im ZDFinfo. Für die Dokumentation erhielt er den Eureka Prize for Science Journalism des Australian Museum.
Im Jahr 2021 veröffentlichte er ein Interview mit dem Philanthropen und Microsoft-Gründer Bill Gates, wo er Gates fragte, was dieser vermutet, was die nächste Krise nach der COVID-19-Pandemie sein wird. Im selben Jahr gewann er 10.000 US-Dollar in einer Wette mit dem Physik-Professor der University of California Alexander Kusenko. Muller behauptete in der Wette, dass ein windbetriebenes Auto namens Blackbird schneller als der umgebende Wind fahren könne.